# 吳孟明
吳孟明，字文徵，浙江承宣布政使司紹興府山陰縣（今浙江省紹興市）人，明朝政治人物。吳兌之孙。
早年袭錦衣千戶，佐許顯純处理北司刑。天啟初年，因得罪许顯純，被诬陷藏匿亡命之徒，后被拷訊削籍。崇禎初年，起用恢复官职，累遷都督同知，掌锦衣卫都指揮使。有子吳邦輔。